# Andrzej Munk
Andrzej Munk (Krakau, 16 oktober 1921 – Kompina, 20 september 1961) was een Pools filmregisseur en scenarioschrijver. Munk was een belangrijk persoon binnen de Poolse filmschool (Polska Szkoła Filmowa), waar ook Andrzej Wajda en Wojciech Jerzy Has deel van uitmaakten.
Munk studeerde in 1951 af aan de Film- en Theaterschool van Łódź om vervolgens als cameraman aan de slag te gaan in het Polska Kronika Filmowa, een 10-minuten durend filmjournaal. Daarnaast maakte hij in het begin van de jaren 50 meerdere documentaires met een propagandistische duiding. Gedurende dit decennium zou hij overstappen op langspeelfilms, met als bekendste films Człowiek na torze en Eroica. Deze films lieten het bestaan van een alledaags persoon zien, geheel in de stijl van het Italiaans neorealisme.
Munk stierf op 20 september 1961 aan de gevolgen van een auto-ongeluk in de periode dat hij bezig was met het schieten van zijn nieuwste film Pasażerka. De film werd vervolgens voltooid door Witold Lesiewicz en won in 1964 de FIPRESCI-award op het Filmfestival van Cannes.

## Filmografie (selectie)
- 1955: Błękitny Krzyż
- 1956: Człowiek na torze
- 1958: Eroica
- 1960: Zezowate szczęście
- 1963: Pasażerka